# Рябих Андрій Митрофанович
Андрій Рябих (рос. Андрей Митрофанович Рябых; нар. 16 травня 1982, Воронеж, СРСР) — російський футболіст, опорний півзахисник, півзахисник.

## Клубна кар'єра
Вихованець школи волгоградського футболу. Виступав за команду «Олімпія» під керівництвом Леоніда Слуцького, в складі якої виграв у 1999 році кубок КФК. У 2000 році дебютував в основному складі клубу у Другому дивізіоні Росії, зоні «Поволжя». У 2002 році став найкращим бомбардиром чемпіонату в зоні, забивши 14 м'ячів, завдяки чому отримав пропозицію від «Уралана». У 2004 році його запросили до київського «Арсеналу», і Андрій підписав контракт. У футболці столичних канонірів дебютував 26 квітня 2003 року у нічийному (0:) виїзному поєдинку 22-го туру української Прем'єр-ліги проти маріупольського «Іллічівця». Рябих вийшов на поле в стартовому складі та відіграв увесь матч. Однак він не закріпився в складі клубу - зіграв дуже мало матчів і відзначився всього один раз, після чого залишив команду. Зважаючи на погіршення свого ігрового тонусу він не зміг вийти на колишній рівень. Завершив кар'єру в 2007 році в латвійському «Дінабурзі». На думку Леоніда Слуцького, причинами таких невдач стали відсутність характеру і здібностей долати труднощі на футбольному полі.

## Кар'єра у збірній
У складі збірної Росії, зфомованої з футболістів 1982 року народження, виступав на чемпіонаті Європи в Чехії в 1999 році. Один з тренерів тієї збірної, Олександр Піскарьов, дуже високо оцінив Рябих, вважаючи його найкращим гравцем команди.

## Особисте життя
Зараз не працює. Одружений, має двох дітей.